# The Girl’s Own Paper

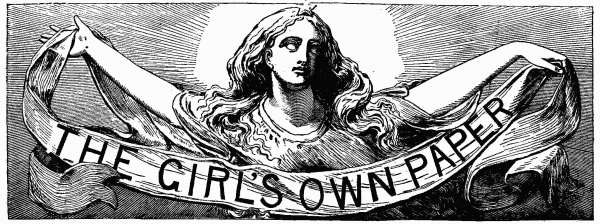
The Girl’s Own Paper, Titelvignette, 1886, basierend auf der Skulptur The Spirit of Love and Truth von Joseph Edwards (1814–1882)

The Girl’s Own Paper war eine britische Wochenzeitschrift für Mädchen und junge Frauen. Sie erschien von 1880 bis 1956 in London.

## Geschichte
Die erste Nummer von The Girl’s Own Paper erschien am 3. Januar 1880. Wie ihr männliches Pendant The Boy’s Own Paper wurde die Zeitschrift von der Religious Tract Society (später Lutterworth Press) herausgegeben. Ab Oktober 1929 erschien die Zeitschrift mit dem Titel The Girl's Own Paper and Woman's Magazine, 1930 wurde das Woman's Magazine zu einer separaten Publikation. Im Dezember 1947 wurde der Name in The Girl's Own Paper and Heiress geändert. 1956 erschien die letzte Ausgabe. 
Faksimile-Nachdrucke von Band 1 bis 4 wurden 2006 von Eureka Press in Japan veröffentlicht. Mehrere Ausgaben sind online im Project Gutenberg einsehbar.

## Inhalt
Der Inhalt der Zeitschrift bestand aus einer Mischung aus Erzählungen und Aufklärungsartikeln, mit „Answers to Correspondents“ und gelegentlich farbigen Tafeln, Gedichten und Musik. In den 1890er Jahren brachte sie mehrere Berichte über die Krankenschwester Kate Marsden und stellte sie den Leserinnen als Vorbild dar.
Ab 1908 enthielt die Zeitschrift zunehmend Informationen über mögliche berufliche Karrieren für Mädchen, außerdem Ratschläge zu Stil und Kleidung. Lange Serien wurden seltener und wurden durch kürzere Geschichten ersetzt. Ab den 1930er Jahren richtete sich ein größerer Teil des Inhalts an jüngere Leser. Es gab Schulgeschichten, Geschichten über entführte Prinzessinnen und Artikel über Filmstars, obwohl der Inhalt im Zweiten Weltkrieg ernster wurde.
Die Bände 39/40 (1917/18) trugen vorübergehend den Titel The Girls Own Paper and Woman's Magazine; vermutlich wurden die beiden Publikationen infolge des Ersten Weltkrieges aus wirtschaftlichen Gründen zusammengeführt.

## Namhafte Mitarbeiter
Zu den Mitarbeitern, die Beiträge für die Zeitschrift schrieben, gehörten Noel Streatfeild, Eleanor Hoyt Brainerd, Rosa Nouchette Carey, Sarah Doudney (1841–1926), Angela Brazil, Lucy Maud Montgomery, Richmal Crompton, Fanny Fern und Emma Orczy.
Von 1940 bis 1947 veröffentlichte William Earl Johns 60 Geschichten über die fiktive Pilotin Worrals (Joan Worralson).

## Liste der Herausgeber
- Charles Peters (1880–1907)
- Flora Klickmann (1908–1931)
- Gladys Spratt und andere (1931–1956)